# Mesocyclops dussarti
Mesocyclops dussarti – gatunek widłonoga z rodziny Cyclopidae. Nazwa naukowa tego gatunku skorupiaków została opublikowana w 1984 roku przez belgijską zoolog Isabellę van de Velde.